# 와룡중학교
와룡중학교(臥龍中學校)는 대한민국 대구광역시 달서구 이곡동에 있는 공립 중학교이다.

## 학교 연혁
- 1994년 4월 21일 : 와룡중학교 설립 인가(30학급)
- 1995년 2월 23일 : 1차 준공(교실 8, 특별실 3)
- 1995년 3월 1일 : 초대 노선구 교장 취임
- 1995년 3월 3일 : 제1회 입학식(416명)
- 1998년 2월 12일 : 제1회 졸업식(434명)
- 2007년 11월 9일 : 도서관 현대화 개관식
- 2009년 8월 22일 : 학생식당 완공
- 2010년 9월 13일 : 다목적교실(강당) 준공
- 2020년 3월 1일 : 제12대 정영주 교장 취임
- 2022년 1월 6일 : 제25회 졸업식(126명, 누계 8,965명)
- 2022년 3월 2일 : 제28회 입학식(114명)

## 참고 자료
- 와룡중학교 - 한국교육학술정보원 학교알리미